# Susanna Wright
Susanna Wright (* 4. August 1697 in Warrington, Lancashire, England; † 1. Dezember 1784 in Columbia, Pennsylvania) war eine britische Dichterin, Meinungsmacherin, Botanikerin, Unternehmerin und Rechtsgelehrte, die die Entwicklung von Pennsylvania als einer der Dreizehn Kolonien und die Gründung der Vereinigten Staaten mitgestaltete.

## Leben
Wright wurde als Tochter des Quäker-Geschäftsmanns John Wright und seiner Frau Patience Gibson geboren. Sie hatte zwei Brüder, John Jr. und James, und zwei jüngere Schwestern, Elizabeth und Patience. 1714 wanderten ihre Eltern nach Pennsylvania aus und nahmen die drei jüngsten Kinder mit, ließen Wright aber in England zurück, um ihre Ausbildung fortzusetzen. Sie schloss sich ihnen 1718 an. Ihre Mutter starb vier Jahre später. Um 1724 begann ihr Vater, das Conejohela-Tal zu erkunden, und einige Jahre später ließ er sich mit seiner restlichen Familie dort nieder. 1730 erhielt er ein Patent für den Betrieb der sogenannten Wright’s Ferry am unteren Susquehanna River, und 1738 baute er für seine Kinder das heute noch existierende Herrenhaus Wright’s Ferry Mansion.
Wright war sehr gebildet, mehrsprachig (neben ihrer Muttersprache Englisch beherrschte sie Latein, Französisch und Italienisch) und zeigte die weitreichenden wissenschaftlichen, landwirtschaftlichen und literarischen Interessen, die für die Kultur der Aufklärung typisch waren.
Wright heiratete nie und lebte für den Rest ihres Lebens in der Gegend des unteren Susquehanna River. Nach dem Tod ihrer Mutter im Jahr 1722 führte sie den Haushalt ihres Vaters, und nach dem Tod ihres Vaters im Jahr 1749 half sie, die Familie ihres Bruders James zu versorgen. In den 1740er Jahren zog Wright in ein Herrenhaus namens Bellmont (das inzwischen abgerissen wurde), nachdem ihr einer der Partner ihres Vaters bei der Fährgesellschaft, Samuel Blunston, einen Anteil auf Lebenszeit vermacht hatte.
Sie baute unter anderem Hopfen, Hanf, Flachs, Indigo und Seidenraupen an, gründete die erste Seidenindustrie in Pennsylvania und wurde 1771 von der Philadelphia Silk Society ausgezeichnet. Die von ihren mehreren Tausend Seidenraupen gewonnene Seide wurde vor Ort gefärbt und dann nach England geschickt, wo sie zu schwereren Seidenstoffen für Mäntel und zu leichteren Seidenstoffen für Strümpfe gewebt wurde. Es heißt, dass Benjamin Franklin in den 1770er Jahren ein Stück von Wrights Stoff als Geschenk an Königin Charlotte von Großbritannien mitnahm. Wright schrieb einen Aufsatz über die Seidenraupenzucht, der erst posthum veröffentlicht wurde. Sie studierte auch die medizinische Verwendung von Kräutern und stellte Medikamente für ihre Nachbarn her.
Da sie für ihr gutes Urteilsvermögen und ihre Integrität bekannt war, wurde sie Protonotarius und erstellte in dieser Funktion juristische Dokumente wie Landurkunden, Verträge und Testamente für ihre weniger gebildeten Nachbarn. Sie wurde auch informell zur Schlichtung lokaler Streitigkeiten herangezogen, insbesondere bei Streitigkeiten zwischen Kolonisten und amerikanischen Ureinwohnern.
Durch das Schreiben von Briefen knüpfte Wright Kontakte zu den literarischen, politischen und wissenschaftlichen Eliten der Ostküste. Zu ihren Korrespondenten gehörten die Politiker Isaac N. Morris und James Logan sowie zahlreiche Schriftsteller. Wright’s Ferry war als Zwischenstation zwischen Philadelphia und dem westlichen Grenzgebiet gut positioniert, und so traf Wright im Laufe der Jahre eine Reihe bedeutender Reisender, darunter Benjamin Franklin oder den Arzt Benjamin Rush.
Franklin bat sie um Hilfe bei der Ausrüstung der Braddock-Expedition von 1753 und bei der Bewältigung der Probleme der Paxton Boys in den Jahren 1763–1764, und er blieb ein regelmäßiger Korrespondent von ihr, der ihr Geschenke wie ein Thermometer aus London schickte. Als Wright 1758 an lokalen Wahlkämpfen teilnahm, murrte ein Lokalpolitiker darüber, dass sie „eine so unziemliche und unweibliche Rolle“ spielte.S. 10
1784, nur wenige Monate vor Wrights Tod, schrieb Benjamin Rush in seinem Tagebuch über „die berühmte Suzey Wright, eine Dame, die über ein halbes Jahrhundert lang für ihren Witz, ihren gesunden Menschenverstand und ihre wertvollen geistigen Verbesserungen gefeiert wurde“.
Wright starb am 1. Dezember 1784 im Alter von 88 Jahren, nachdem sie zuletzt einige Anzeichen von Demenz gezeigt hatte.S. 65

## Dichterin und Meinungsbildnerin
Wright gehörte zu einer informellen, aber einflussreichen Gruppe von Schriftstellerinnen und Schriftstellern aus den Mittelatlantikstaaten; zu den weiblichen Mitgliedern gehörten die Dichterin und Publizistin Hannah Griffitts (die sie als Mentorin betrachtete) und Milcah Martha Moore, die Schriftstellerinnen Elizabeth Graeme Fergusson und Anna Young Smith sowie die Historikerin und Tagebuchschreiberin Deborah Norris Logan. Etwa 30 ihrer Gedichte sind in Moores Kollektaneenbuch enthalten, einer Sammlung von Gedichten und Prosa, die 1997 unter dem Titel Milcah Martha Moore’s Book veröffentlicht wurde. Eines der Gedichte ist an Mary Norris Dickinson geschrieben. Wright ist neben Griffitts und Fergusson eine der drei Hauptautorinnen in Moores Kollektaneenbuch.  Entgegen der damals üblichen Praxis schrieb Wright nicht unter einem Pseudonym; in Moores Buch werden ihre Gedichte entweder als „S. Wright“ oder „S.W.“ zugeschrieben.S. 77 Es ist ungewiss, wie viele Gedichte Wright insgesamt verfasste, aber es ist wahrscheinlich, dass viele heute verloren sind. In einer Erinnerung der viel jüngeren Deborah Norris Logan an Wright aus dem frühen 19. Jahrhundert heißt es, dass Wright „nicht für den Ruhm schrieb [und] nie Kopien ihrer Werke aufbewahrte“.S. 64
Wrights Gedichte reichen von Gelegenheitsversen über mystische Poesie bis hin zu Meditationen über so beständige Themen wie Gerechtigkeit, Zeit, Tod, Unsterblichkeit, Freundschaft, Familie und Ehe. In einem Gedicht nennt sie beispielsweise die Erinnerung A Bubble on the Water’s Shining Face S. 64 Einige ihrer Gedichte können recht pointiert sein.
Ein langes Gedicht, das sie für eine ihrer engen Freundinnen und unverheirateten Kolleginnen schrieb, stellt das „göttliche Gesetz“ in Frage, mit dem diese die Ungleichheit der Frauen, auch in der Ehe, rechtfertigt. Eine Passage lautet:

„But womankind call reason to their aid,

And question when or where that law was made,

That law divine (a plausible pretence)

Oft urg’d with none, & oft with little sense.“

Eliza Norris zog ihre Nichte Mary Norris auf. Mary Norris heiratete 1770 in einer zivilen Zeremonie den Gründervater John Dickinson.